# 562-га фольксгренадерська дивізія (Третій Рейх)
562-га фольксгренадерська дивізія (Третій Рейх) (нім. 562. Volksgrenadier-Division) — піхотна дивізія народного ополчення (фольксгренадери) вермахту за часів Другої світової війни.

## Історія
562-га фольксгренадерська дивізія сформована 9 жовтня 1944 року на території навчального центру Штаблак (нім. Truppenübungsplatz Stablack) I військового округу (нім. Wehrkreis I) поблизу сучасного селища Камінськ шляхом перейменування 562-ї гренадерської дивізії.
Дивізію включили до складу 4-ї армії групи армій «Центр», що билася на сході Польщі. Бойові дії в обороні поблизу Августавасі та на Нареві. Під тиском радянських військ з'єднання відступало на захід, боролася на своїй рідній території, протистоячи наступу Червоної армії на Східну Пруссію. Велика частина дивізії була знищена в Гайлігенбайлському мішку в березні 1945 р. Лише невелика частина дивізії евакуювалася морем на півострів Гель разом з рештками 4-ї армії. 16 квітня 1945 року дивізія була розформована, вцілілі були захоплені в полон радянськими військами. Незначна частка формування була передана на доукомплектування 4-ї дивізії Імперської служби праці

## Райони бойових дій
- Східна Пруссія, Польща (жовтень 1944 — квітень 1945)

## Командування

### Командири
- генерал-майор Йоганн-Оскар Брауер (нім. Johannes-Oskar Brauer) (9 жовтня 1944 — 22 січня 1945);
- генерал-майор Гельмут Гуфенбах (нім. Helmuth Hufenbach) (22 січня — 16 квітня 1945)

### Підпорядкованість
| Час     | Корпус                 | Армія | Група армій (округ)  | Штаб          |
| ------- | ---------------------- | ----- | -------------------- | ------------- |
| 1944    |                        |       |                      |               |
| жовтень | LV ак                  | 4 А   | Група армій «Центр»  | Ломжа         |
| 1945    |                        |       |                      |               |
| січень  | LV ак                  | 4 А   | Група армій «Центр»  | Ломжа         |
| лютий   | Корпус «Герман Герінг» | 4 А   | Група армій «Північ» | Нарев         |
| квітень |                        | 4 А   | Група армій «Північ» | Гайлігенбайль |

### Склад
| 1944                                     |
| ---------------------------------------- |
| 1144-й гренадерський полк                |
| 1145-й гренадерський полк                |
| 1146-й гренадерський полк                |
| 1562-й артилерійський полк               |
| 562-й протитанковий дивізіон             |
| 562-га фузілерна рота                    |
| 562-й запасний батальйон                 |
| 562-га рота зв'язку                      |
| 562-ге дивізійне управління забезпечення |

## Нагороджені дивізії
Нагороджені дивізії
|  | Кавалери Лицарського хреста Залізного хреста з Дубовим листям                                              | 2 (№ 752 лейтенант Йозеф Якверт — 24.02.1945 № 807 оберст Гельмут Гуфенбах — 28.03.1945 (посмертно) |
|  | Кавалери Лицарського хреста Залізного хреста                                                               | 3                                                                                                   |
|  | Кавалери Почесної відзнаки Сухопутних військ «Почесна застібка на орденську стрічку для Сухопутних військ» | 7                                                                                                   |